# Marianne Flor
Jette Marianne Flor (født 30. marts 1934 i København, død 22. marts 2015) var en dansk skuespiller.
Flor var datter af kammersanger Thyge Thygesen og operasangerinden Margherita Flor. I 1955 blev hun uddannet fra Det Kongelige Teaters Elevskole. Hun var efterfølgende tilknyttet ABC Teatret og fra 1967 Odense Teater. Marianne Flor medvirkede i flere kabaretter både i Danmark og i Norge og i USA, ligesom hun indspillede flere hørespil.

## Filmografi
- Tag til marked i Fjordby (1957)
- Der var engang (1966)
- Kun en pige (1995)
- Skat - det er din tur (1997)

### Tv-serier
- Jul i Gammelby (1979)